# Анджей Фредро (галицький каштелян)
Анджей Фредро гербу Бонча (також Гінджих, Фридро, Фрідро, Фредрович; з Плешевичів, Чишок, Любіня, Ляцького, пол. Andrzej Fredro, пом. до липня 1477) — польський шляхтич, магнат, урядник Королівства Польського (Яґеллонів).

## Біографія
Шляхтич з Руського воєводства.  Адам Бонецький стверджував, що він і Фридруш — діти від першого шлюбу батька (Фрідро (Фредро) з Плешевичів) з Бибельською (пом. до 1441), разом з яким згадані в Перемиських актах у 1437 році. Також він мав зведених братів (Анджей (або Індрих, Гінджих, Інджик, Генрик), Ян, Якуб, сини другої дружини батька — Дороти Лігензянки, доньки ленчицького воєводи). Сестрами або доньками когось з синів батька були Зофія, дружина Пйотра Блюдницького, і Катажина, дружина Якуба Копичинського, які у 1497 році уклали угоду з братом Яном. У 1441 році між ним, братом Фридрушом та Бибельськими був проведений поділ спадку матері. Вони з братом посіли Чишки, Сяночани та половину Клокович.
Діяльність припала на 2-у роловину XV ст., до 1477 року. У джерелах згадується в записах Галицького гродського суду (зокрема, 10 листопада 1466 найчастіше — разом з батьком (в основному в актах судових процесів у Перемишлі). Перейняв від батька значні діловитість, кляузність.
Мав тісні стосунки з королівським двором, завдяки королівській підтримці та одруженню з представницею роду (дому) Бучацьких Катажиною значно збільшив свої володіння. Завдяки шлюбу став власником частини маєтностей Бучацьких (зокрема, міста та замку Михальче, багатьох сіл). З цього приводу вибухнули чисельні «ґвалтовні» суперечки і процеси. Закінчились 1474 року компромісом: Анджей Фредро (старший) втримався дожиттєвим посідачем тих маєтків. Скуповував, заставляв те, що вдавалось. Його матеріяльним підґрунтям були набуті в 1436 році копальні у Краківці, спадкові маєтки батька. Про певну заможність свідчить купівля ним 1462 року двох невільників. Після смерти батька часто брав участь у судових процесах разом із братом Яном.
У 1460—1462 роках разом із «неподільними» братами Генриком, Яном і Якубом мав процеси проти Яна з Балиць.
Посади: 1461 року був кам'янецьким старостою, у 1463 році згаданий як щирецький суддя, з 1464 (або з другої половини 1466) по 1471 роки згадується як галицький каштелян, в 1473—1476 роках був старостою генеральним та воєводою подільським.
У липні 1477 року вже не жив (Катажина з Бучацьких була вдовою).

### Сім'я
Дружина — Катажина з Бучацьких (дочка подільського воєводи Міхала «Мужила» Бучацького). Одружились не пізніше 1445 року. У липні 1477 рока вона не хотіла допустити да маєтностей його братів Генджиха з Новоседльців та Яна з Плешевичів. Їх донька Анна (певне, єдина) стала дружиною Федька (Фелікса) з Кутища — галицького земського судді.